# Jan Malski
Jan Malski herbu Nałęcz – cześnik czernihowski w latach 1673–1679, rotmistrz królewski.
W 1674 roku był elektorem Jana III Sobieskiego z województwa łęczyckiego. 